# Michel Portmann (athlétisme)
Pour les articles homonymes, voir Michel Portmann.

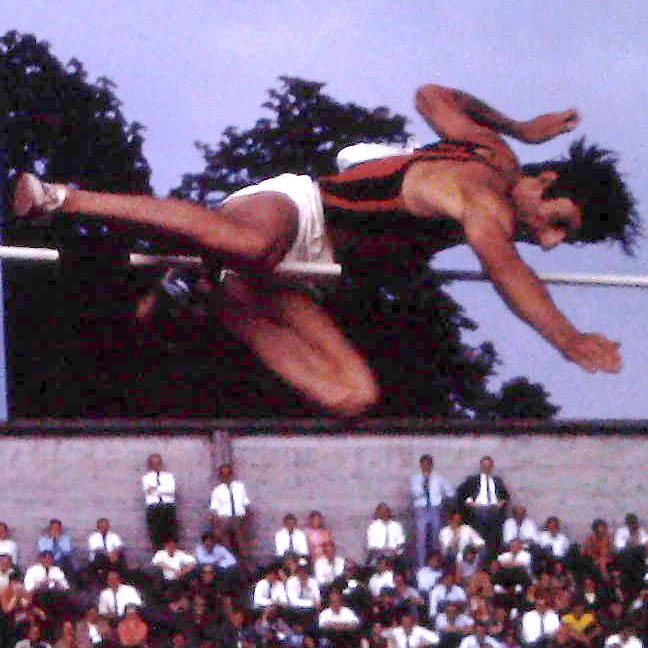

Michel Portmann, né le 26 août 1941 au Grand-Saconnex, est un athlète suisse, spécialiste du saut en hauteur.

## Biographie
Affilié au CA Genève, il participe aux Jeux olympiques de Mexico en 1968.
Le 1er août 1969 à Zurich, il bat le record de Suisse du saut en hauteur avec un bond de 2,15 m.
En 1970, il s’expatrie au Canada, mais reste membre de l’équipe suisse d’athlétisme. Docteur (Ph D.) en physiologie, il deviendra professeur en sciences de l’activité physique à l’Université du Québec à Montréal. Il mettra ses théories en pratique en devenant, notamment, entraineur de plusieurs athlètes canadiens de niveau international.
En 2011, il est élu président de la Fédération québécoise d’athlétisme.